# Ivo Ducháček
Ivo Ducháček (27. února 1913 Prostějov – 2. března 1988 Kent) byl český a československý novinář a politik, člen Československé strany lidové, za kterou byl po válce poslancem Prozatímního a Ústavodárného Národního shromáždění, pak exilový politik a vysokoškolský učitel.

## Biografie
V roce 1935 dokončil studia práv na Masarykově univerzitě v Brně. Začal pracovat jako novinář. Od roku 1936 byl pařížským dopisovatelem Lidových novin. Zde zažil přijetí Mnichovské dohody a za druhé světové války zůstal v emigraci. Působil na pozici politického referenta úřadujícího místopředsedy Československého národního výboru v Paříži a předsedy exilových vlád v Londýně Jana Šrámka, blízko měl i k exilovému ministrovi Hubertu Ripkovi. Koncem války se podílel na osvobozování Plzně jako styčný důstojník generála George S. Pattona.
Po osvobození se zapojil do činnosti lidové strany. V ní představoval mladou generaci se zkušenostmi z exilu. V roce 1946 byl na sjezdu strany zvolen do jejího ústředního výkonného výboru. V letech 1945–1946 byl poslancem Prozatímního Národního shromáždění za lidovce. Mandát obhájil v parlamentních volbách v roce 1946 a stal se poslancem Ústavodárného Národního shromáždění, kde zasedal do parlamentních voleb v roce 1948. Jako předseda zahraničněpolitického výboru Národního shromáždění podporoval zahraniční orientaci ČSR na SSSR, ale snažil se i o analogické posílení spojenectví s Francií a Velkou Británií. Byl orientován proti KSČ a jako šéfredaktor politického týdeníku Obzory se s komunisty dostával do střetů. Vydávání tohoto listu komunisty ovládané ministerstvo informací dočasně zastavilo. V redakci Obzorů spolupracoval s dalším mladým lidoveckým politikem a publicistou, Pavlem Tigridem. Obzory byly kritické k některým aspektům politiky třetí republiky (zločiny proti lidskosti při vysídlení Němců z Československa, ztráta Podkarpatské Rusi, politizace policie a úřadů apod.). V rámci KSČ proti Obzorům vystupoval zejména ministr informací Václav Kopecký a ministr vnitra Václav Nosek.
Po únoru 1948 byl vyloučen z lidové strany (nyní již ovládané frakcí loajální ke komunistickému režimu) a odešel v březnu 1948 opět do emigrace. Nejprve do Velké Británie, pak do USA. Na podzim 1948 vznikla v Paříži Rada zahraniční reprezentace Československé strany lidové v exilu, na níž se podílel. Její činnost ale oslabovaly spory mezi Ducháčkem a Adolfem Klimkem. V únoru 1949 byl spoluzakladatelem Rady svobodného Československa, ale z jejího výboru se stáhl již v říjnu 1949.
Až do své smrti působil po desítky let jako redaktor Hlasu Ameriky, kde pod jménem Martin Čermák připravoval relaci československého vysílání Zápisník o USA. První Zápisník byl odvysílán v neděli 30. října 1949, celkem jich připravil přesně 1989. Poslední Zápisník odvysílal Hlas Ameriky v neděli 6. března 1988. Toto poslední vydání „Čermákova“ Zápisníku bylo ve skutečnosti natočeno nedlouho před jeho smrtí. Autor v něm odkryl svoji identitu a statečně hovořil o své nevyléčitelné nemoci (potřetí byl postižen rakovinou, která napadla krk), která byla příčinou ukončení jeho rozhlasové práce.
Přednášel jako profesor politických věd na New York College a napsal četné politologické studie a vysokoškolské učebnice (Conflicts and Cooperation among nations, 1960; Nations and Men, 1966; Rights and Liberties in the World Today, 1975). Spoluzakládal exilovou Společnost pro vědy a umění.